# Voit Pál
Voit Pál (Ivánka puszta, Borsod vármegye, 1909. január 29. – Budapest, 1988. május 1.) művészettörténész.

## Élete
Apja Voit Ottó gazdasági felügyelő, anyja Rokay Ilona. Felesége Oláh Tóth Éva könyvtáros, lánya Voit Krisztina (1940–2010) könyvtáros, fia: Voit Pál (1954) pedagógus. Testvére Voit Imre (1917–1980) egyetemi docens.
A gimnáziumot Gyulán kezdte, majd Szentesen érettségizett. Beiratkozott a Pázmány Péter Tudományegyetem német szakára, majd egy gazdagabb távoli rokonnál házmesterséget vállalt, és átment a művészettörténet szakra. Gerevich Tibor szemináriumában demonstrátori teendőkkel bízta meg és ösztöndíjakat szerzett neki. Így Bécsben, majd a római Collegium Hungaricumban is tanulhatott. 1933-ban végzett, 1934-ben doktorált. 1933–1936 között Gerevich mellett az egyetem Művészettörténeti és Keresztény-régészeti Intézetében volt asszisztens. 
1936-tól az Iparművészeti Múzeumban gyakornok, 1939-ben múzeumőr. 1944-ben katonaszökevény, majd Tasnádi Kubacska András révén sikerült mentességet szereznie. Megbízása az Iparművészeti Múzeum értékeinek védelmezésre szólt, amelyet Domanovszky Györggyel együtt látott el. 1944. december 26-án családjával beköltözött a Múzeumba, és megvédték a gyűjteményt a németek és az oroszok rekvirálásaitól. 
A háború után mesterével együtt az Iparművészeti Múzeum hivatali szobáinak egyikében húzta meg magát. 1946-ban a Múzeum igazgatója lett. 1946 nyarán megrendezte az Iparművészeti Múzeum mesterművei 1896–1946 című kiállítást, mely együtt járt az épület és benne a nagy üveges csarnok helyreállításával. 1946–1949 között mutatták be a Verseghy Nagy Elektől vásárolt Medici kárpitokat. Megvásároltatta a nagytétényi kastélyt Dáni Gézától, illetve megszerezte Wartha Vince és Fettich Ottó gyűjteményét is. 1947-ben egyetemi magántanár lett. 1948 karácsonyán ásatta ki az Esterházyak Tárnok utcai palotájának romjai alól az egykor oda menekített páratlan gyűjtemény anyagát.
1949-ben megszüntették a Nemzeti Múzeum Tanácsát, az addigi főigazgatókat leváltották. Őt fegyelmivel eltávolították, előbb megtiltották neki a gyűjteményekben való szabad mozgást, majd június 23-án letartóztatták. 4 hónapi vizsgálati fogság után felmentették, november 1-jével szabadult. Szabadulását Ék Sándornak köszönhette, aki a Vörös Hadsereg tisztjeként jött haza 1945-ben, és lett az Iparművészeti Múzeum igazgatója. A népbírósági tárgyaláson kijelentette, hogy őt félrevezették, és a korábbi vallomását visszavonta. 1954-ig alkalmi munkákból élt.
1967-től a művészettörténeti tudományok kandidátusa, 1978-tól doktora lett. Az MTA Építészettörténeti és Elméleti Bizottság Építészettörténeti Albizottságának tagja volt.
A Farkasréti temetőben búcsúztatták, de az egri minorita templom sírboltjában nyugszik.

## Elismerései
- 1978 Ipolyi Arnold-emlékérem

## Művei
- Rendeltetés. Anthologia; Széchenyi Tudományos Társaság, Bp., 1929
- 1934 Az egri főszékesegyház. Eger. (disszertáció)
- Adatok a magyar festő-asztalosok munkásságának bibliográfiájához; Franklin, Bp., 1942
- 1943/1993 Régi magyar otthonok. Budapest
- 1954 Magyarország Műemléki Topográfiája III. Nógrád megye műemlékei. Budapest. (szerk. Dercsényi Dezső)
- 1958 Magyarország Műemléki Topográfiája V. Pest megye műemlékei 1–2.
- 1969/1972/1978 Magyarország Műemléki Topográfiája VII. Heves megye műemlékei 1-3.
- 1960 Barokk tervek és vázlatok 1650-1760. Katalógus. Budapest
- 1961 Művészettörténeti ABC. Budapest. (tszerk. Molnár Albert - Németh Lajos)
- 1963 Alte ungarische Ofenkacheln. Budapest. (tsz. Holl Imre; angol nyelven is)
- Szentendre; fotó Lőrinczy György, Körner Éva, Dobos Lajos; Corvina, Bp., 1968 (angolul, franciául, németül, oroszul is)
- 1970 A barokk Magyarországon. Budapest (németül is)
- 1971 Az egri minorita templom. Budapest
- Barokk tervek és vázlatok 1650-1760 / Baroque designs & sketches 1650-1760. Magyar Nemzeti Galéria; bev., katalógus összeáll. Voit Pál, szerk. kiállításrend. D. Buzási Enikő, angolra ford. Visy Lajosné; MNG, Bp., 1981
- 1982 Franz Anton Pilgram 1699-1761. Budapest
- 1983 Régiségek könyve. Budapest
- 1985 Eger, Főszékesegyház. Budapest (TKMK 214.)
- 1988 Eger, Nagyboldogasszony templom. Budapest (TKMK 312.)
- Az egri főszékesegyház; Egri Főegyházmegye, Eger, 1991
- Régi magyar otthonok; szerk. Sturcz János; bőv. kiad.; Balassi, Bp., 1993
- Hét nemzedék szilvafa nélkül. A soproni toronyzenésztől Bartók Béláig. Családi krónika; Argumentum, Bp., 2003

Írásai az Acta Historiae Artium, Budapest Régiségei, Egri Egyházmegyei Közlöny, Magyar Iparművészet, Magyar Műemlékvédelem, Magyar Művészet, Magyar Múzeum, Műgyűjtő, Művészettörténeti Értesítő és Szépművészet lapokban jelentek meg.